# Saint-Marcel-de-Félines
Saint-Marcel-de-Félines ist eine französische Gemeinde mit 807 Einwohnern (Stand: 1. Januar 2022) im Département Loire in der Region Auvergne-Rhône-Alpes. Sie gehört zum Arrondissement Roanne und zum Kanton Le Coteau.

## Geographie
Die Gemeinde Saint-Marcel-de-Félines liegt 21 Kilometer südsüdöstlich von Roanne und etwa 45 Kilometer westnordwestlich von Lyon. Die Loire begrenzt die Gemeinde im Westen. Nachbargemeinden von Saint-Marcel-de-Félines sind Neulise im Norden, Saint-Just-la-Pendue im Nordosten und Osten, Néronde im Südosten, Balbigny im Süden, Saint-Georges-de-Baroille im Westen sowie Pinay im Nordwesten. Am Südrand der Gemeinde führt die Autoroute A89 entlang, die sich hier die Route nationale 82 kreuzt.

## Bevölkerungsentwicklung
| Jahr                       | 1962 | 1968 | 1975 | 1982 | 1990 | 1999 | 2006 | 2013 | 2022 |
| Einwohner                  | 657  | 667  | 603  | 608  | 700  | 691  | 747  | 818  | 807  |
| Quellen: Cassini und INSEE |      |      |      |      |      |      |      |      |      |

## Sehenswürdigkeiten
- Burg aus dem 11. Jahrhundert, im 16. und  17. Jahrhundert in ein Schloss umgebaut

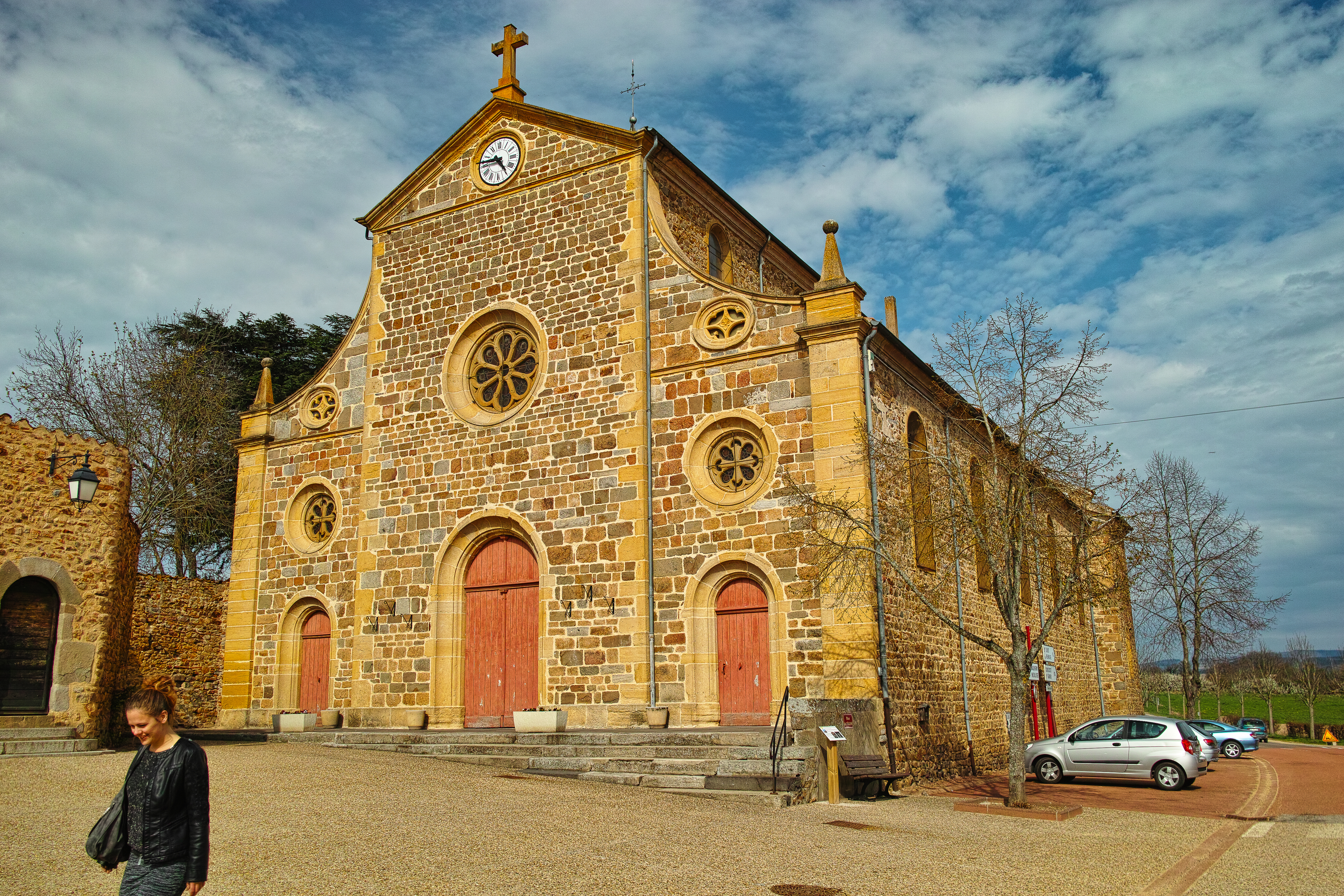
Kirche Saint-Marcel
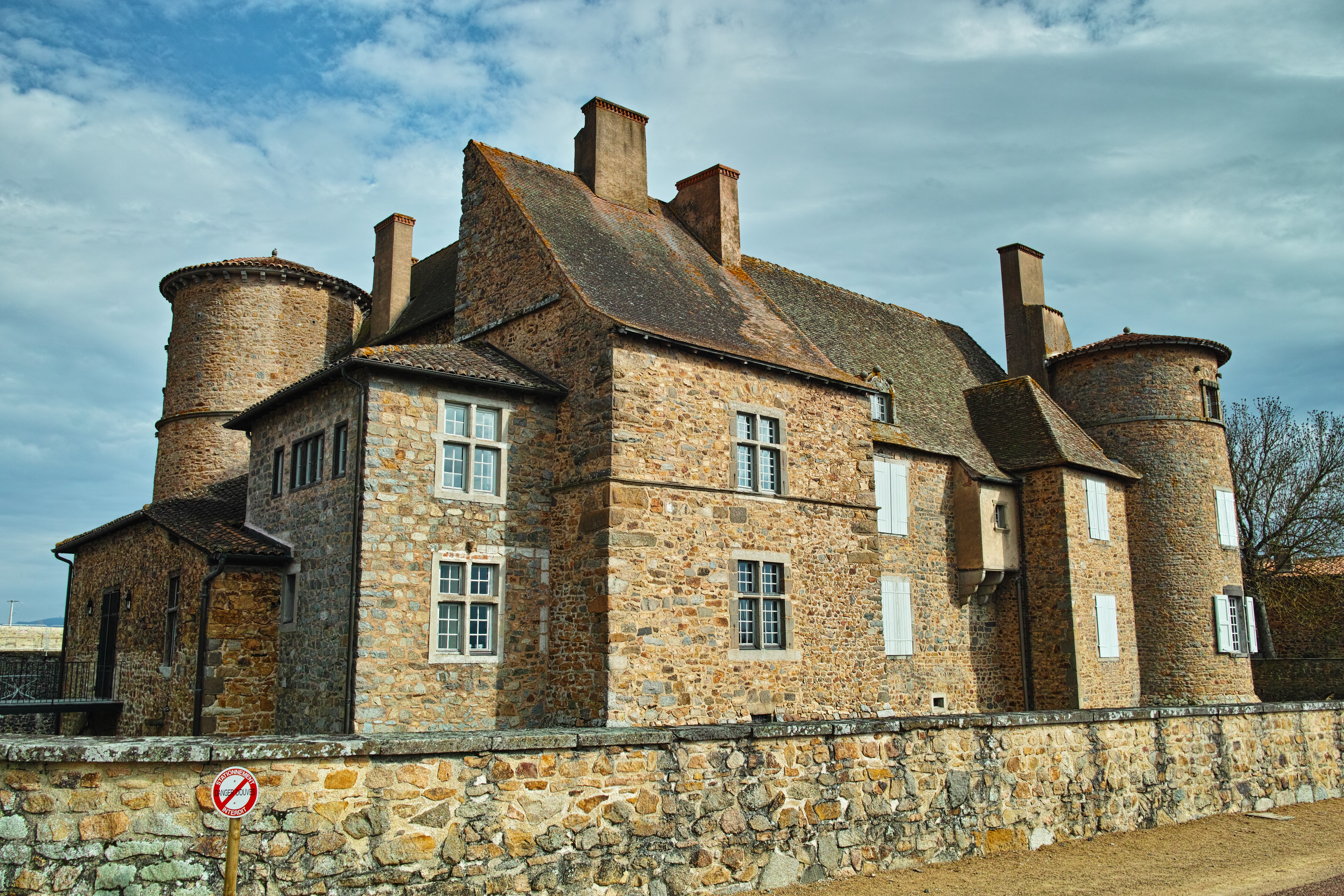
Schloss

- Kapelle „Grotte de Félines“
- Kapelle Saint-Roch

- Kirche Saint-Marcel
- Schloss

## Persönlichkeiten
- Pascal Clément (1945–2020), Politiker (UMP), Justizminister (2005–2007), Bürgermeister von Saint-Marcel-de-Félines von 1977 bis 2001